# 塞纳河畔圣伯努瓦
塞纳河畔圣伯努瓦（法語：Saint-Benoît-sur-Seine，法語發音：[sɛ̃ bənwa syʁ sɛn]）是法国奥布省的一个市镇，位于该省中部，属于特鲁瓦区。

## 地理
塞纳河畔圣伯努瓦（48°22'11"N, 4°1'46"E）面积11.78 平方千米，位于法国大東部大區奥布省，该省份为法国中北部省份，北起马恩省，西接塞纳-马恩省，西南至约讷省，东南至科多尔省，东临上马恩省。
与塞纳河畔圣伯努瓦接壤的市镇（或旧市镇、城区）包括：弗日、梅尔热、圣利耶、圣莫尔。

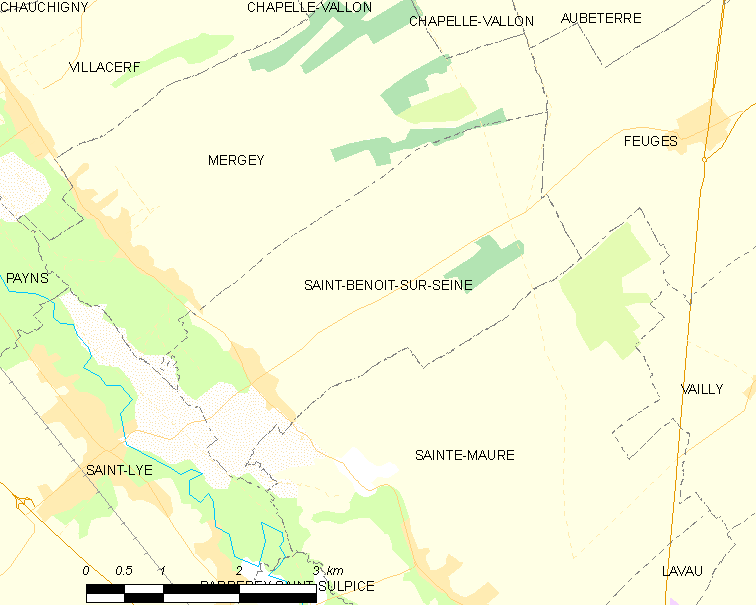
塞纳河畔圣伯努瓦的OSM定位图

塞纳河畔圣伯努瓦的时区为UTC+01:00、UTC+02:00（夏令时）。

## 行政
塞纳河畔圣伯努瓦的邮政编码为10180，INSEE市镇编码为10336。

## 政治
塞纳河畔圣伯努瓦所属的省级选区为特鲁瓦附近克勒内县。

## 人口

1962-2008年间塞纳河畔圣伯努瓦人口变化图示

塞纳河畔圣伯努瓦于2022年1月1日时的人口数量为428人。